# ScienceDirect
ScienceDirect — сайт, предоставляющий платный доступ к научным публикациям. Запущен в марте 1997 года. Принадлежит издательству Elsevier. Содержит 2500 научных журналов и 26 000 электронных книг.
Журналы разделены на четыре раздела:
- физические и инженерные науки;
- естественные науки;
- медицинские науки;
- общественные и гуманитарные науки.

Краткое содержание большинства публикаций доступно бесплатно. Для получения полных текстов публикаций (в формате PDF, а также в формате HTML для новых публикаций) требуется оформление платной подписки или оплата за просмотр.